# Гимн Латвии

Памятник К. Бауманису с нотами и словами гимна Латвии в саду Виестура.

Dievs, svētī Latviju! (с латыш. — «Боже, благослови Латвию!») — государственный гимн Латвийской Республики. Слова и музыка написаны одним из первых латышских композиторов Карлисом Бауманисом (латыш. Kārlis Baumanis, 1835—1905).

## История
Карлис Бауманис, проживавший в то время в Петербурге, пишет «Боже, благослови Латвию!» в 1872 году, надеясь, что эту песню включат в программу Первого вселатвийского праздника песни, но она там так и не прозвучала. Первое публичное исполнение песни состоялось в 1873 году на одном из вступительных мероприятий в Рижском латышском обществе, когда её исполнил мужской хор Балтийской семинарии.
В 1895 году «Dievs, svētī Latviju!» наконец попадает в репертуар Праздника песни — уже четвёртого по счёту. Это приводит к невиданной популярности песни. В Российской империи её исполнение не было запрещено, однако цензоры настаивали на замене слова «Латвию» на «Балтию», которое, к тому же, изначально стояло в третьей строке авторского текста. Поэтому на рубеже XIX—XX веков народный гимн нередко публиковался под названием «Dievs, svētī Baltiju!». Современный текст гимна, уже без упоминания Балтии, закрепился во время революции 1905 года; с такими изменениями в тексте согласился и сам Карлис Бауманис.
Как прообраз будущего государственного гимна песня в исполнении хора Латышской оперы звучит 18 ноября 1918 года во время акта провозглашения Латвийской Республики. «Вопрос о гимне в тот момент никто не задавал. Такого официально не было. Неясно почему, но все понимали, что из множества красивых, исторических и патриотических песен петь надо именно эту. Народную молитву Dievs, svētī Latviju!», — считает профессор Музыкальной академии им. Язепа Витола Янис Кудиньш.
7 июня 1920 песня стала официальным гимном Латвийской Республики, когда соответствующий приказ подписал министр внутренних дел временного правительства Латвии Арвед Берг. Правительственная газета Valdības Vēstnesis 8 июня 1920 года оговорила порядок применения гимна: «Государственный гимн — это народная торжественная молитва. Его значение преуменьшается, если исполнять его в неподобающих местах и обстоятельствах без необходимости, серьёзности и уважения. Поэтому запрещаю государственный гимн исполнять в ресторанах, гостиницах и кафе, столовых, садах и других увеселительных местах. Государственный гимн разрешено исполнять только на торжествах и собраниях. Все присутствующие должны стоять и мужчины должны снять шляпы».
После включения Латвии в состав СССР в качестве гимна в 1945—1990 годах исполнялся Гимн Латвийской ССР. В публичном пространстве гимн Dievs, svētī Latviju! после большого перерыва был исполнен в спектакле театра Дайлес по эпосу Александра Чака «Задетые вечностью». Вместе с режиссёром Карлисом Аушкапсом над постановкой работал заведующий музыкальной частью Артур Маскатс, который предложил включить в кульминационный момент прежний гимн. На премьере, состоявшейся через пару недель, в момент исполнения гимна весь зал встал. Через полгода спектакль получил Государственную премию Латвийской ССР.
В 1990 году Верховный Совет Латвийской ССР проголосовал за возвращение гимна Dievs, svētī Latviju! вместе с другими прежними символами Латвийской Республики.

## Споры о гимне
Ещё до утверждения «Dievs, svētī Latviju!» в качестве официального гимна звучали предложения альтернативных вариантов, поскольку песня Бауманиса якобы устарела: так, Андрей Упит называл народный гимн «хрипением старого орга́на». В апреле 1917 года был опубликован другой «Гимн Латвии», написанный Алфредом Калныньшем и Вилисом Плудонисом и начинавшийся словами «Mēs gribam būt kungi mūsu dzimtajā zemē» («Мы хотим быть господами на своей родной земле»).
В начале 1920-х годов, уже после законодательного закрепления за «Dievs, svētī Latviju!» статуса гимна, латвийские социал-демократы продолжали относиться к нему негативно, мотивируя это тем, что упоминание в гимне Бога противоречит провозглашённому принципу разделения церкви и государства. На собраниях латвийских профсоюзов, поддерживающих социал-демократов, в эти годы вместо гимна «Dievs, svētī Latviju!» нередко звучал «Интернационал».
В 2011 году новым государственным гимном Латвии предложили сделать песню Saule, Pērkons, Daugava, но эта идея не получила достаточной поддержки.
Молодой немецкий филолог латышского происхождения Иева Скребеле считает, что гимн Бауманиса необходимо заменить, поскольку мелодия его первой строки повторяет мотив немецкой народной песни «Wenn ich ein Vöglein wär» («Если бы я был птичкой»), изданной Иоганном Готфридом Гердером в 1778 году, а в 1844 использованной для гимна Ольденбурга («Heil dir, o Oldenburg»), который остаётся неофициальным символом города по сей день. Помимо этого, Скребеле обращает внимание на то, что текст гимна по смыслу и стихотворному метру совпадает со словами российского имперского гимна «Боже, царя храни!» (латыш. Dievs, sargi Ķeizaru!).
Историк Александр Гурин возражает, что сама традиция Праздника песни заимствована латышами у немцев, и созданная Бауманисом торжественная песня была орудием борьбы за самобытность латышского народа.

## Текст гимна
| Dievs, svētī Latviju, Mūs’ dārgo tēviju, Svētī jel Latviju, Ak, svētī jel to! Kur latvju meitas zied, Kur latvju dēli dzied, Laid mums tur laimē diet, Mūs’ Latvijā! | - Перевод: Боже, благослови Латвию, Наше дорогое отечество, Да благослови Латвию, Ах, благослови её! Где цветут дочери Латвии, Где поют сыновья Латвии, Позволь нам там в счастье танцевать, В нашей Латвии! |